# Spragueia funeralis
Spragueia funeralis är en fjärilsart som beskrevs av Augustus Radcliffe Grote 1881. Spragueia funeralis ingår i släktet Spragueia och familjen nattflyn. Inga underarter finns listade i Catalogue of Life.